# Wiesbadener Maler und Bildhauer

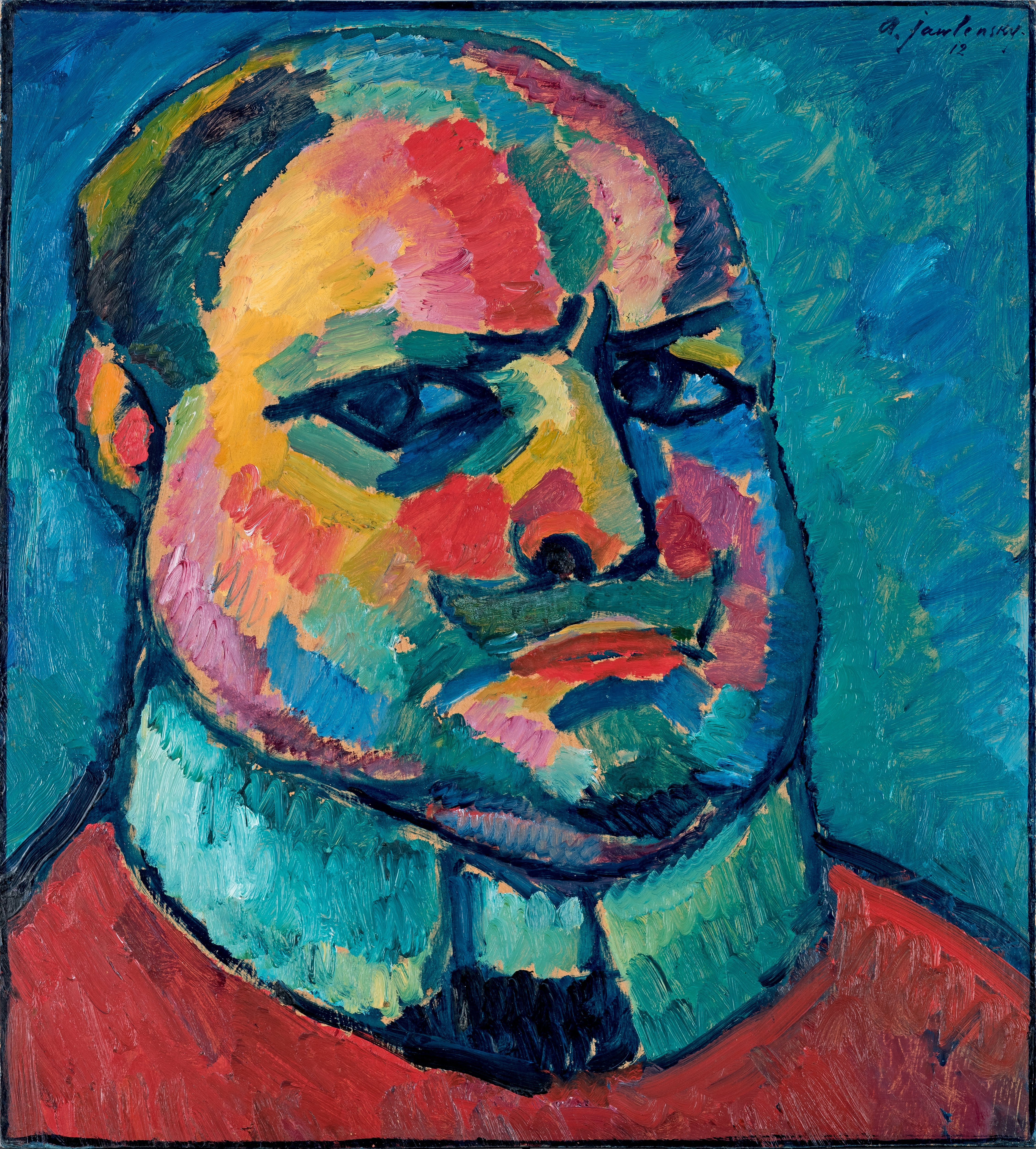
Alexej von Jawlensky: Selbstbildnis, 1912, Öl auf Karton, Museum Wiesbaden

Wiesbaden wirkte auf Künstler noch nie schulbildend, wie etwa die Düsseldorfer- oder die Münchner Malerschule. Auch entwickelte sich hier zu keiner Zeit eine Künstlerkolonie, wie etwa in Worpswede, im hessischen Willingshausen oder im näher gelegenen Kronberg.
Schon im frühen 19. Jahrhundert wurde Wiesbadens kultureller Charakter geprägt. Dafür waren zwei Faktoren ausschlaggebend. Zum einen war (und ist) diese Stadt Sitz der Regierung und zum anderen war (und ist) sie Kurstadt. Schon 1850 klagte Hofrath Philipp Leyendecker (1801–1866), damaliger Vorsitzender des Nassauischen Kunstvereins, dass er sich „in die traurige Nothwendigkeit versetzt sehe, junge vielversprechende künstlerische Talente unseres Landes, die sich um Empfehlung ihrer Unterstützungspetitionen an uns gewandt, nur auf bessere Zeiten vertrösten zu müssen.“ Während der Kurbetrieb Theater und Konzert förderte, blieb die bildende Kunst begleitende Attitüde.
Daran hat sich bis heute kaum etwas geändert, wie die 2008 geplante „Kunstarche“ verdeutlicht, die nunmehr mit der in den 1960er Jahren gegründeten städtischen Artothek verbunden werden soll. Vereint wollen sich beide Projekte zur Bestandssicherung künftig gegen das schleichende Vergessenwerden heimischer Maler und Bildhauer wenden. Das Schaffen dieser Künstler zu erhalten und darzustellen ist neben der Bauforschung der Denkmalpflege wichtiger Teil der Wiesbadener Kunstgeschichtsschreibung. Im Jahr 2010 „schlummern“ wieder einmal Werke der Wiesbadener Künstler „im Verborgenen“, was schon 1963 beklagt wurde.

## Geschichte

### 18. Jahrhundert
Mit der Ausstattung des barocken Schlosses Biebrich durch Fürst Georg August Samuel von Nassau wurden erste Künstlerpersönlichkeiten Wiesbadens, die in der heutigen Landeshauptstadt Hessens wirkten, namentlich fassbar. Ein Beispiel dafür ist der Schweizer Luca Antonio Colomba, der 1719 das Deckenfresko Die Aufnahme des Aeneas in den Olymp in der Rotunde des Schlosses malte.

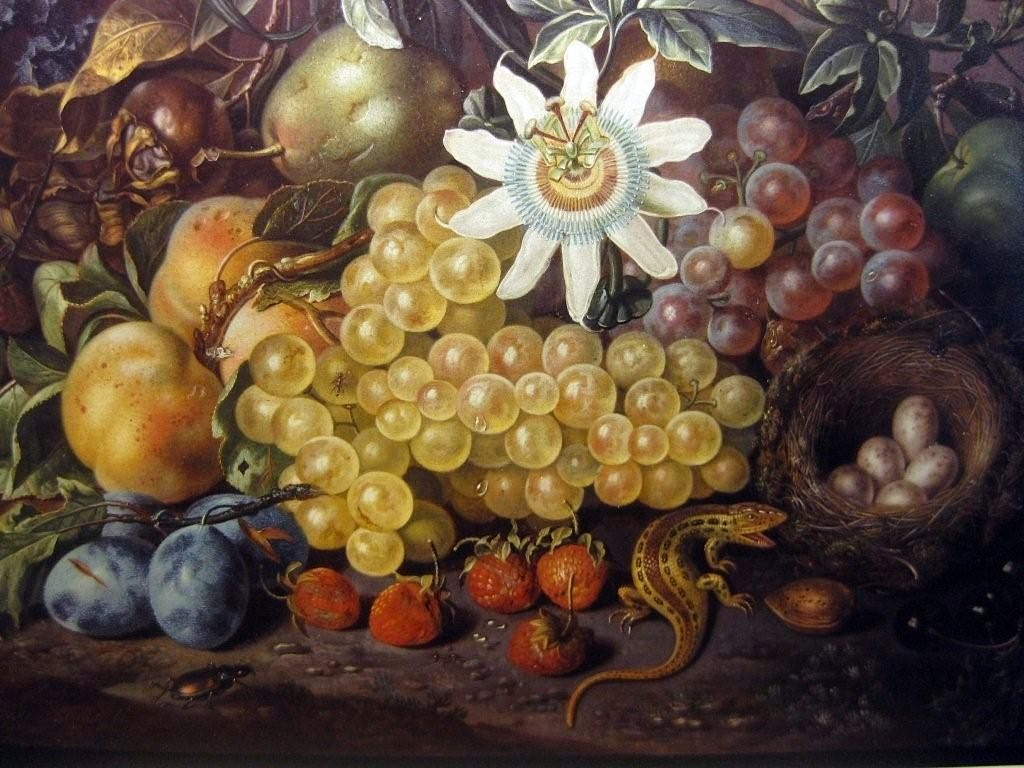
Johann Daniel Bager: Stillleben, um 1813

Johann Daniel Bager (Wiesbaden 1734–1815 Frankfurt) „war Porträt-, Genre-, Landschafts- und Früchtemaler“, der auch als Radierer bekannt wurde. Er stammte aus einer weitverzweigten Wiesbadener Künstlerfamilie, aus der auch Baumeister hervorgegangen sind. Er wanderte nach Frankfurt am Main ab, war dort unter anderem als Lehrer tätig und wurde als „Goethemaler“ bekannt. Der Dichter Goethe bezeichnete Bager in seiner Autobiographie Aus meinem Leben. Dichtung und Wahrheit als einen der Künstler, die für seinen Vater Johann Caspar Goethe und den französischen Königsleutnant Graf Thoranc arbeiteten. Der Frankfurter Kunstsammler und Pionier der Kunstgeschichte Heinrich Sebastian Hüsgen bezeichnete Bager in einer Abhandlung über die Künstler Frankfurts als einen Maler, dessen „vorzüglichstes Talent in Portraiten bestehet“ und „Bager mahlt auch gute sehr fleißige Früchtestücke, die öfters so schön wie de Heem ausgefallen sind.“ Diese waren häufig Pendants, die passend zur Inneneinrichtung einer Wohnung in Auftrag gegeben wurden.

### 19. Jahrhundert
Als um 1800 die wirtschaftliche Bedeutung der Wiesbadener Mineralquellen zur Entwicklung eines Kurortes erkannt wurde, setzte unter Fürst Karl Wilhelm eine verstärkte Bautätigkeit in der Stadt ein, „da seine Hochfürstliche Durchlaucht […] den Wunsch hegen, daß die Stadt Wiesbaden durch Einrichtung neuer Gebäude erweitert und verschönert werde.“ In der Folge wurden Hotels gebaut und ein erstes Kurhaus entstand. Mit den Kurgästen kamen in der Saison auch Maler, die ihre Dienste als Porträtisten und ihre Produkte – Stillleben und Landschaften – durch Inserate in den Zeitungen anboten.
Zur Regierungszeit von Friedrich August wurde 1806 unter dem Druck von Napoleon Nassau ein Herzogtum. Der zweite Herzog, Wilhelm I., vereinigte das Nassauische Land und erhob das gerade einmal „4608 Seelen“ zählende Wiesbaden 1816 zu dessen Hauptstadt.
Philipp Zollmann (Wiesbaden 1785–1866 Wiesbaden) diente den Nassauischen Herzögen ein Leben lang. 1808/1809 erhielt er vom Herzog finanzielle Unterstützung, die es ihm ermöglichte, sich in Durlach bei Karlsruhe bei dem badischen Hof-Stempelschneider Johann Martin Bückle (1742–1811) zum Medailleur ausbilden zu lassen. 1810 nannte er sich selbstbewusst „Metailleur Zollmann von Wiesbaden“ und „bittet unterthänigst um eine gnädigste landesväterliche Unterstützung“, um in Paris weiterstudieren zu können. Zollmann arbeitete fast fünfzig Jahre als Münzmeister für das Herzogtum Nassau.
Philipp Jacob Albrecht (Limburg 1779–1860 Limburg), ein nassauischer Maler, der ursprünglich als „Zeichenmeister“ am Gymnasium in Limburg tätig war; er übte diese Tätigkeit von 1817 bis 1842 am Pädagogium in Wiesbaden aus. Außerhalb seines Dienstes gab er unter anderem dem jungen Ludwig Knaus ersten Zeichenunterricht.
Ernst Lotichius (Wiesbaden 1787–1876 Wiesbaden) studierte an der Düsseldorfer Akademie Malerei. Er war der Sohn des in Wiesbaden-Clarenthal ansässigen Johann Friedrich Lotichius, der Herzoglich Nassauischer Domänenrath war. Von ihm ist bekannt, dass er 1839 und 1846 im damals berühmten Rheinischen Kunstverein zu Mainz ausgestellt hat. Längere Zeit arbeitete Lotichius in Kronberg im Taunus, in München und in Amerika. Den Kontakt zu seiner Heimatstadt pflegte der Künstler stets. Seinen Lebensabend verbrachte er in Wiesbaden.
Im weiteren Verlauf der Kunstgeschichte Wiesbadens ist Goethes Aufenthalt 1814 und 1815 zur Kur von Bedeutung. In seiner Schrift Kunst und Altertum in den Rhein-Main-Gegenden berichtet er diesbezüglich, in Wiesbaden „haben schon mehrere Freunde der Kunst […] sich unterzeichnet, eine Gesellschaft zu bilden.“ Goethes Unternehmungsgeist ist es zu verdanken, dass am 1. April 1825 das Museum eröffnet werden konnte. Es beinhaltete neben einer kulturgeschichtlichen und naturkundlichen Sammlung auch eine Gemäldegalerie. Deren Aktivitäten im Ausstellungsbereich sollten im Wesentlichen der Unterhaltung der Kurgäste dienen.

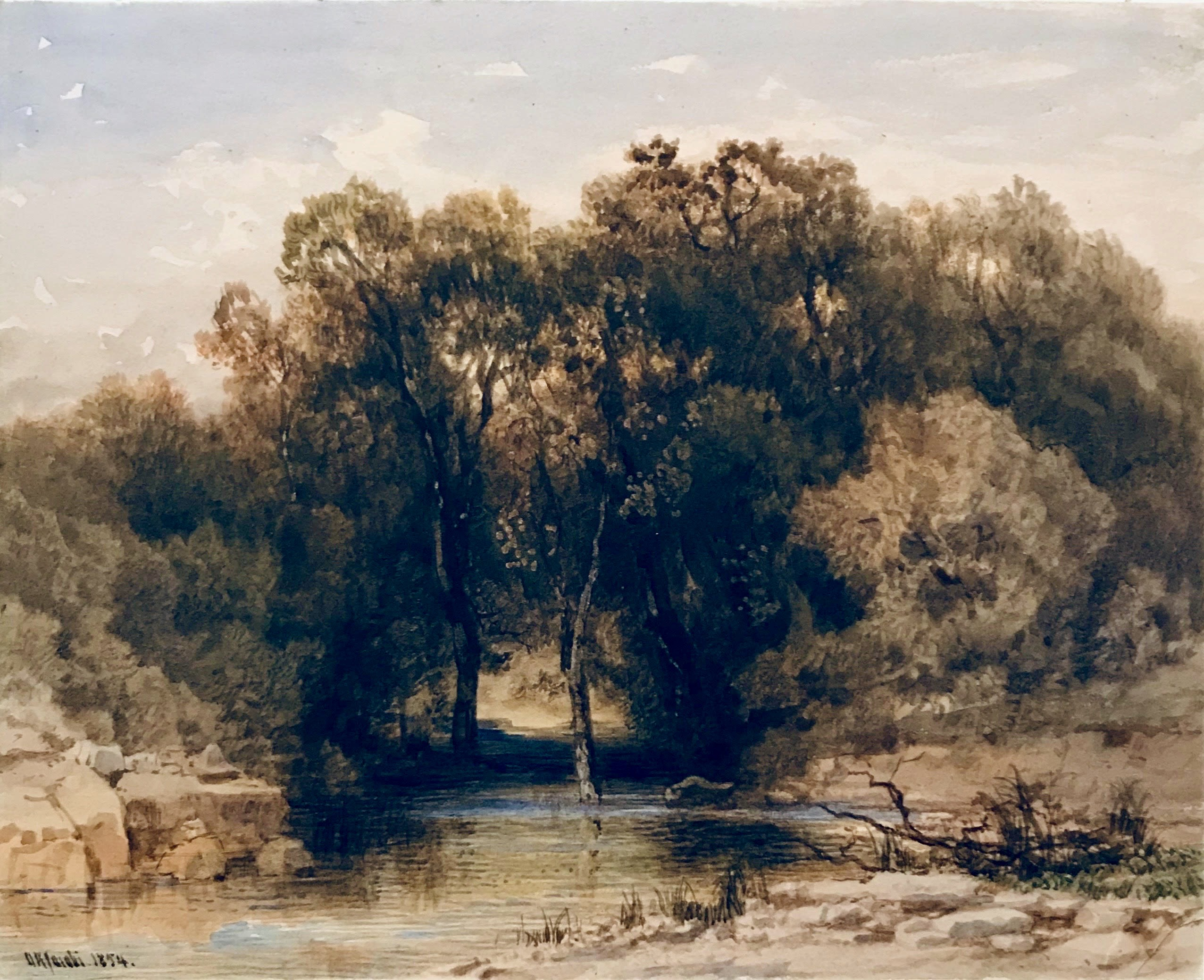
Otto Reinhold Jacobi: Der spiegelnde Bach, 1854, Aquarell auf Karton, 20 × 24,8 cm, Privatsammlung Wiesbaden

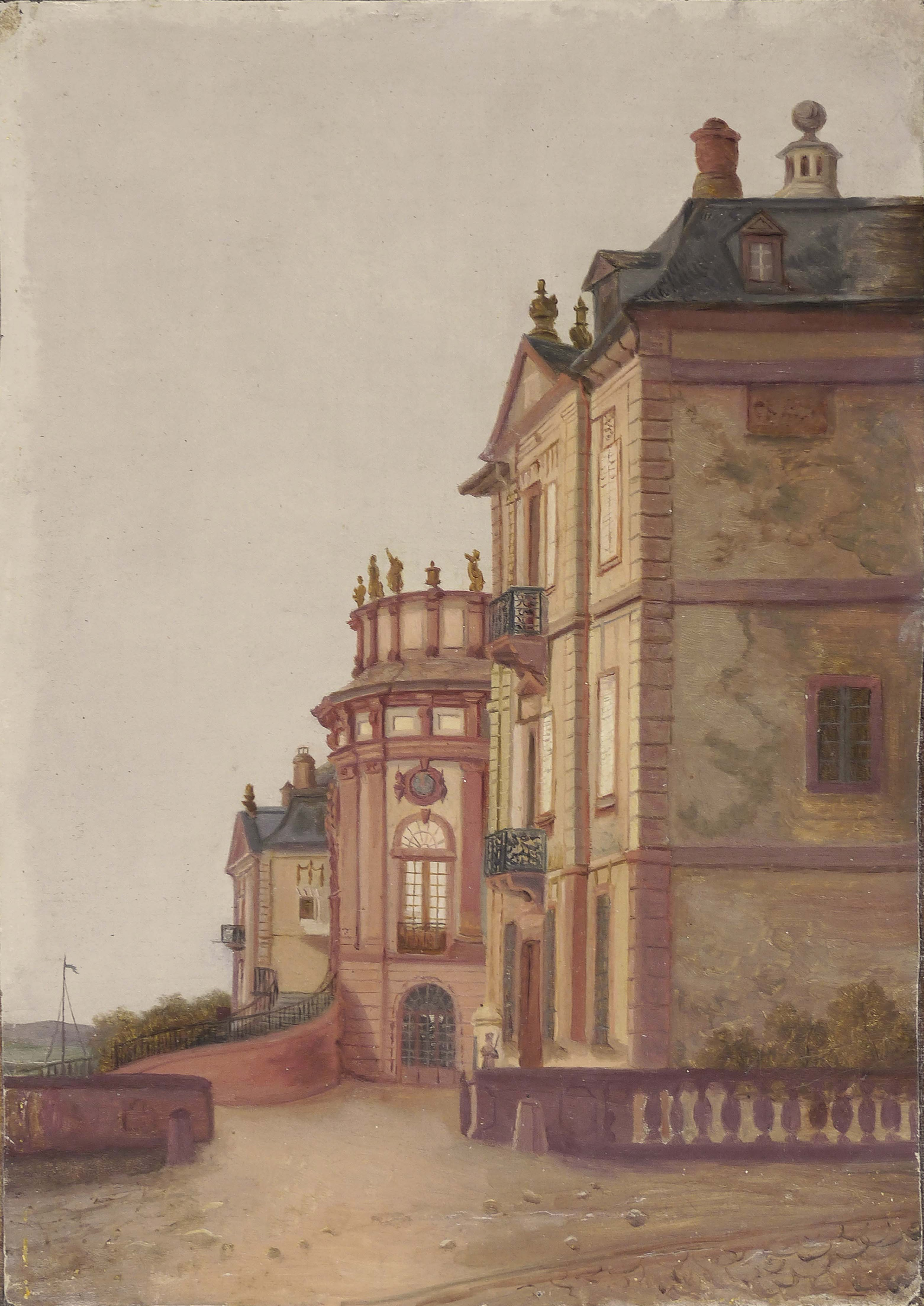
Ludwig Knaus: Ansicht des nassauischen Residenzschlosses Biebrich, Studienarbeit um das Jahr 1844, als Knaus beim Hofmaler Otto Reinhold Jacobi tätig war

Otto Reinhold Jacobi (Königsberg 1812–1901 Ardoch, North Dakota, USA) studierte ab 1830 in Berlin an der Königlichen Akademie der Künste. Anschließend begab er sich an die Düsseldorfer Kunstakademie zu Johann Wilhelm Schirmer. Als Landschafts- und Genremaler machte er in Nassau und Kanada Karriere. 1837 wurde er von der Herzogin von Nassau zum Hofmaler nach Wiesbaden berufen. In jenen Jahren erteilte auch Jacobi dem jungen Ludwig Knaus ersten Unterricht in der Ölmalerei und empfahl ihm ein Studium bei Karl Ferdinand Sohn an der Düsseldorfer Akademie. Bis 1860 arbeitete er in Wiesbaden und wanderte noch im gleichen Jahr nach Kanada aus, wo er sich in Montreal niederließ. Zur dortigen Künstlerschaft fand er schnell Kontakt. Für kurze Zeit war er Lehrer am Ontario College of Art & Design, der größten und ältesten Universität für Kunst und Design Kanadas. Im Lauf der Jahre wurde er einer der erfolgreichsten Maler des 19. Jahrhunderts in Kanada. Seine Werke stellte er jährlich bei der Art Association of Montreal und der 1880 gegründeten Royal Canadian Academy of Arts aus, deren Präsident er 1890 wurde.
August de Laspée (Wiesbaden 1816–1901 Wiesbaden) studierte in Düsseldorf Malerei. Sein Lehrer war Johann Wilhelm Schirmer. De Laspée wurde von dem ehemals weltberühmten Ludwig Knaus sehr geschätzt. Dieses geht aus einem Gutachten hervor, das Knaus seinem Malerkollegen 1862 ausstellte, damit dieser als Conservator der Herzoglich-Nassauischen Gemäldegalerie eine feste Anstellung finden konnte. In Wiesbaden war er auch als Maler und Zeichenlehrer tätig und hinterließ ein theoretisches Werk mit dem Titel Grundregeln der Malerischen Perspektive. Das Buch kam 1883 im Wiesbadener Verlag von M. Bischkopff heraus. Im Vorwort schrieb de Laspée: „Man soll in der Schule keine Künstler bilden wollen, denn der Künstler wird geboren; allein die Schule soll dem Talent ein sicherer Wegweiser werden.“

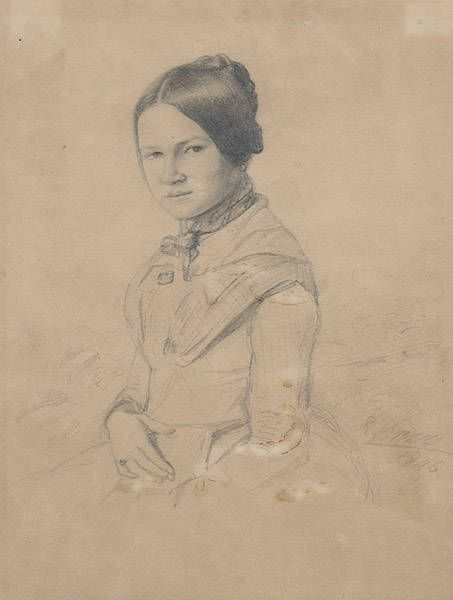
Ludwig Knaus: Bildnis einer jungen Frau, Bleistiftzeichnung 1846; womöglich ist die Dargestellte eine Wiesbadener Bürgerin, da Knaus in seiner Lehrzeit bei Jacobi zahlreiche Bildnisse als Auftragsarbeiten für das Wiesbadener Bürgertum ausführte

Ludwig Knaus, Sohn eines Augenoptikers aus Schwaben, ist aus heutiger Sicht der erfolgreichste und bekannteste Wiesbadener Maler des 19. Jahrhunderts. Auch er erhielt seine Ausbildung an der Kunstakademie Düsseldorf. Dem Fach Landschaftsmalerei war er wenig zugetan. Er spezialisierte sich auf die Porträt- und Genremalerei, die ihm Ruhm und hohe Auszeichnungen einbrachten. Herzog Adolf von Nassau verlieh Knaus 1856 den Professorentitel, deshalb „ist es verwunderlich, daß der Herzog dem gebürtigen Wiesbadener […] nur einen einzigen bescheidenen Auftrag zukommen ließ.“ 1866 wanderte er nach Düsseldorf ab, von wo er vom preußischen Ministerium an die Preußische Akademie der Künste abberufen wurde, um dort ein neuerrichtetes Meisteratelier zu übernehmen. Nach einigen Jahren gab er dies Amt wieder auf, um frei arbeiten zu können. Als er in Berlin starb, wurde er auf dem dörflichen Friedhof in Berlin-Dahlem beerdigt.

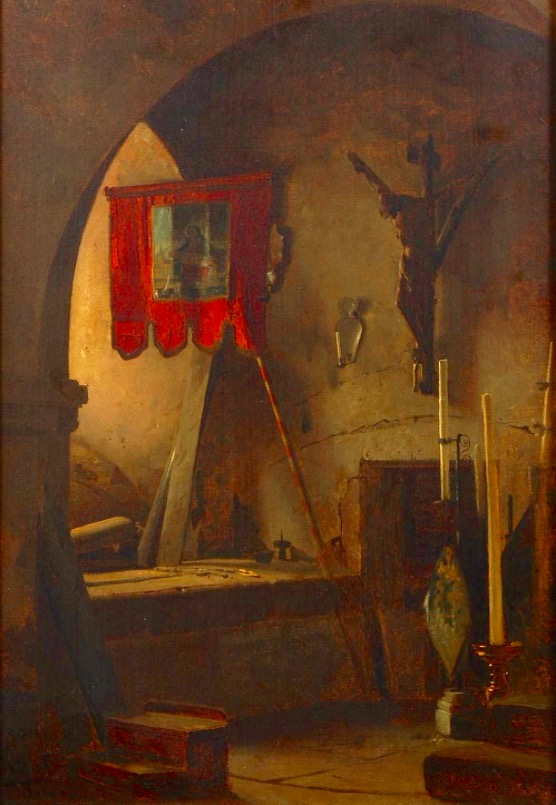
Adolf Seel: Klosterinterieur in Andernach, wohl 1860er Jahre

Adolf Seel, altersgleich mit Knaus und auch in Wiesbaden geboren, wurde ebenfalls an der Düsseldorfer Akademie ausgebildet. Reisen führten ihn nach Paris, Spanien, Portugal, Nordafrika und in den Orient. Er pflegte besonders die Architekturmalerei, die auf dem heutigen Kunstmarkt wieder beliebt und gefragt ist. Zu Lebzeiten wurden Seel, ähnlich wie Knaus, viele Ehrungen zuteil. Unter anderem erhielt der Maler 1876 in Österreich die Große Goldene Medaille der Stadt Wien und 1878 in Berlin die Goldene Medaille für seine Bilder. Sein Wiesbadener Gemälde Im Kreuzgang enthält eine Fülle von symbolhaften Hinweisen auf die Vergänglichkeit irdischen Daseins und auf die Hoffnung einer Auferstehung.
Für das künftige Kunstgeschehen in Wiesbaden sollte die „Gesellschaft der Freunde der bildenden Kunst im Herzogtum Nassau“ – der heutige Nassauische Kunstverein – von Bedeutung werden, der am 16. Juli 1847 gegründet wurde. Ihm übertrug man 1854 die Aufsicht über die Gemäldesammlung des Museums. „Dieses Aufsichtsrecht hat trotz mehrfach entscheidend veränderter äußerer Umstände […] im Grundsatz bis 1929 angedauert.“ Was die Fürsorge für einheimische Künstler anbetraf, so ging man anfangs so weit, dass man junge Maler beauftragte, Bilder für die Sammlung der Gemäldegalerie des Museums zu malen.
Karl Hoffmann (Wiesbaden 1816–1872 Wiesbaden) wurde unter anderem als Stipendiat des Nassauischen Staates in der Werkstatt von Bertel Thorvaldsen in Rom zum Bildhauer ausgebildet. 1842 erhielt er den Auftrag, die Figurengruppe der Hygieia, der Göttin der Gesundheit, die auch Schutzpatronin der Apotheker ist, in Carrara-Marmor für den Wiesbadener Kochbrunnen auf dem Kochbrunnenplatz zu schaffen. 1850 wurde das Denkmal eingeweiht, das sich heute in den Kurhaus Kolonnaden (Galerie Hygeia) befindet. Von Hoffmann stammen auch die Skulpturen in der Bonifatiuskirche, nämlich die Kreuzigungsgruppe über dem Chorumgang in der Apsis und die beiden Statuen des Hl. Franziskus von Assisi und der Hl. Theresa von Avila unter den Arkadenbögen des Chorumganges.
Emil Alexander Hopfgarten, ursprünglich Berliner Bildhauer, war einer der wenigen zugereisten Künstler, die in der damaligen Zeit in Wiesbaden ansässig wurden. 1840 ging er nach Rom, um sich bei Emil Wolff weiterzubilden. 1844 nach Berlin zurückgekehrt, erhielt er zahlreiche Aufträge zur Schaffung von Skulpturen in seiner Geburtsstadt. 1848 rief ihn Herzog Adolf an seinen Hof, wo ihm im Park des Biebricher Schlosses, in der im Stil der Romantik errichteten Ruine Moosburg ein Atelier eingerichtet wurde, um den Sarkophag für die 1845 verstorbene Frau des Herzogs, geb. Großfürstin Elisabeth Michailowna von Russland, anzufertigen. Dieser sollte später in der 1847 begonnenen Russisch-Orthodoxen Kirche auf dem Neroberg aufgestellt werden. Bei diesem Grabmal handelt es sich um die bekannteste Arbeit Hopfgartens in Wiesbaden. Von ihm und seiner Werkstatt stammen zum Beispiel auch die vier Evangelisten in der Marktkirche.
August Ferdinand Hopfgarten, der Vetter von Emil Hopfgarten, malte in Freskotechnik die Hauptkuppel und die überwölbten Joche der Russischen Kirche aus.
Carl Timoleon von Neff (1804–1877) ist neben Alexej Jawlensky der zweite russische Maler, von dem Wiesbaden ein bedeutendes Werk aufzuweisen hat, nämlich die Ikonostasis in der Russisch-Orthodoxen Kirche. Zu seiner Zeit hatte Neff als Porträtist in den hohen Adelskreisen Russlands eine große Karriere gemacht und brachte es zum Professor an der St. Petersburger Akademie, wurde Hofmaler des Zaren. 1864 wurde ihm wegen besonderer Leistungen zusätzlich das Amt eines Konservators an der Eremitage übertragen. Seinen Erfolg verdankte Neff aber in erster Linie der Ikonenmalerei, die er ganz im Sinne von Zar Peter dem Großen im Stil grundlegend veränderte und westlichen Einflüssen zugänglich machte. Sie ähnelt der Kirchenmalerei der Nazarener und brachte ihm bedeutende Aufträge auch im Ausland ein. So stammen von seiner Hand auch die Gemälde der Altarwände der Russischen Kirchen in Bad Ems, Darmstadt, Edinburgh, London oder Nizza. Ein Medaillon, links der südlichen Tür im Inneren der Russischen Kirche, zeigt das Porträt von Neff. Es wurde von dem Steinmetz Johann-Peter Leonhard (Villmar 1793–1873 Villmar) erschaffen.

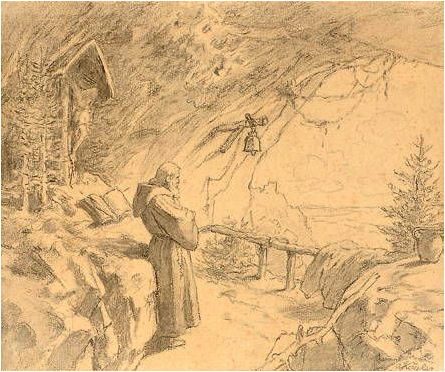
Kaspar Kögler: Eremit in einer Höhle, Kohlezeichnung, o. J.

Kaspar Kögler, aus einer armen Bauersfamilie im Westerwald stammend, hatte das Glück, dass seine zeichnerische Begabung in jungen Jahren von einem Grafen erkannt und gefördert wurde. 1856 kam er auf die Akademie in München und wurde Schüler von Moritz von Schwind. Nach knapp vier Jahren brach er sein Studium ab. Für mehrere Jahre arbeitete er als wandernder Freskenmaler in Dorfkirchen in Liechtenstein, Graubünden, Tirol und Oberitalien. 1867 kam er nach Wiesbaden und machte Karriere. Er wurde Ehrenvorsitzender des Nassauischen Kunstvereins und künstlerischer Berater der Stadt zum Bau des neuen Kurhauses und des Museums. Ehemals gehörte seine Kunst zum Stadtbild Wiesbadens, ob als Ölgemälde im Kurhaus, als Wand- oder Deckengemälde im Staatstheater, im Casino-Saal in der Friedrichstraße oder in den Ratsstuben des Rathauses. Letztere wurden zerstört und 1987 rekonstruiert.

Carl Coven Schirm: Schottisches Hochgebirge in Assynt – Inchnadamph, 1878, Öl auf Leinwand, 53 × 89 cm, Privatsammlung Wiesbaden

Carl Cowen Schirm ist als Landschaftler als jüngster der Reihe der realistischen Maler Knaus, Seel und Kögler anzuschließen. Wie die meisten Wiesbadener Künstler konnte auch er nur in der Fremde sein Glück machen, blieb jedoch seiner Geburtsstadt über den Tod hinaus verbunden. In Wiesbaden besuchte er das humanistische Gymnasium und machte dort das Abitur. Nach einem anfänglichen Studium der Chemie und Physik in Bonn, entschloss er sich 1875 auf Anraten von Christian Eduard Boettcher Maler zu werden und besuchte die Großherzoglich Badische Kunstschule Karlsruhe. 1880/1881 führte ihn eine längere Studienreise mit dem Maler Eugen Bracht durch Syrien, Palästina und Ägypten, von wo er Studien mitbrachte, die er in Gemälde umsetzte, die sich heute wieder besonderer Beliebtheit erfreuen. In den darauf folgenden Jahren war Schirm in Breslau und Berlin tätig. Schirms Heimattreue dokumentiert sich durch seine Beteiligung an verschiedenen Ausstellungen, wie an der der „Köglerischen Malschule“, in der er 1881 seine Orientbilder in dem damals „rund 51.000 Seelen“ zählenden Wiesbaden bekannt machte. Eines davon, die Jordanebene darstellend, wird im Museum Wiesbaden aufbewahrt. Auf der „Jubiläums-Kunst-Ausstellung“ 1897 zum 50-jährigen Bestehen des Nassauischen Kunstvereins war er mit fünf Gemälden vertreten, wovon zwei als Leihgaben von Hermann Pagenstecher zur Verfügung gestellt worden waren. Um 1900 experimentierte er mit Emaille- und Keramik-Arbeiten. Unter anderem war er in Berlin-Tiergarten an der Ausstattung des Rolandbrunnens beteiligt, den sein Schwager Otto Lessing im Auftrag von Kaiser Wilhelm II. 1902 errichtet hatte. In Berlin schloss er sich der Künstlergruppe Werkring an. Ab 1907 widmete sich Schirm wieder intensiv der Landschaftsmalerei und besuchte häufig die Lüneburger Heide, wo er sich 1918 in Amelinghausen-Sottorf niederließ. Zehn Jahre später starb er dort im Alter von 75 Jahren. Beerdigen ließ er sich in Wiesbaden.
1866 wurde Nassau preußisch. Herzog Adolf verließ seine Residenz Wiesbaden. Die 18 Besuche von Wilhelm I. in Wiesbaden seit 1867 waren stets willkommener Anlass zu einem glanzvollen Ball im Kurhaus und zu prunkvollen Theateraufführungen. Seitdem entwickelte sich die Kurstadt zum mondänen Weltbad, in dem Dichter und Schriftsteller oder Komponisten ihr Auskommen fanden, indem sie den gesellschaftlichen Ereignissen Glanzlichter aufzusetzen vermochten, wozu die bildende Kunst weniger geeignet war. 1896 etablierten sich die Internationalen Maifestspiele, als auch Kaiser Wilhelm II. häufig Wiesbaden besuchte und sich vorwiegend im Mai in der Weltkurstadt aufzuhalten pflegte. Die moderne Kunst, in Berlin von Wilhelm II. ohnehin als „Rinnsteinkunst“ bewertet, hatte damals bei öffentlichen Aufträgen auch in Wiesbaden wenig Chancen.

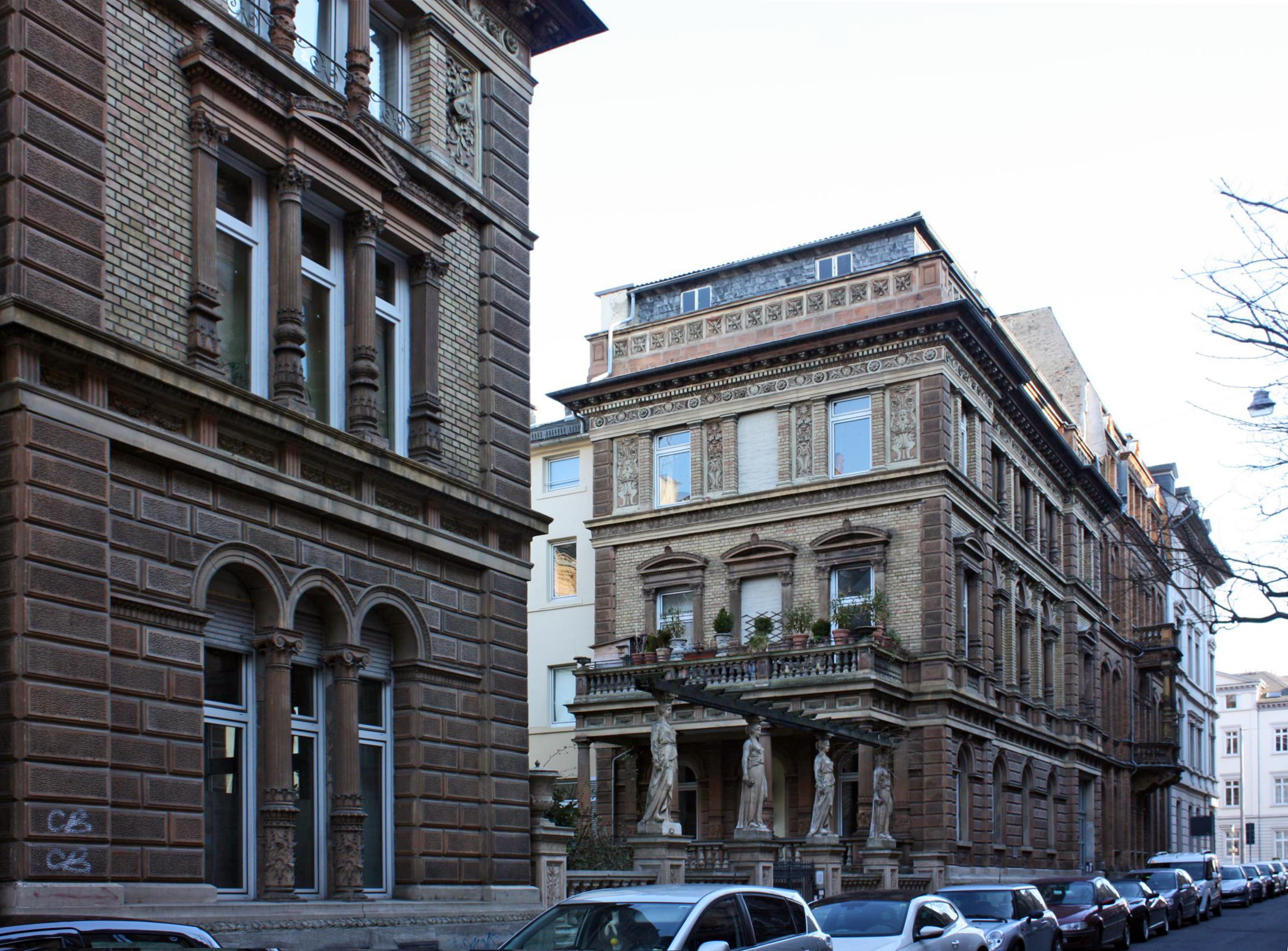
Die ehemalige Thonwaaren und Fayencen-Fabrik Höppli in der Wörthstraße

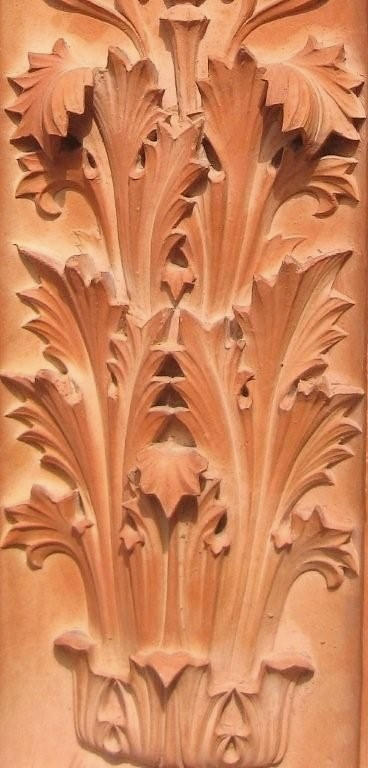
Johann Jacob Höppli: Terrakotta-Verzierung, um 1860, Detail an der Marktkirche in Wiesbaden

Johann Jacob Höppli (Schweiz 1822–1876 Wiesbaden), Bildhauer und Modelleur, kam 1846 nach Wiesbaden. 1850 gründete er in der Wörthstraße 4–6 seine „Thonwaaren und Fayencen-Fabrik“, dessen Innenhof noch heute vier Karyatiden, Arbeiten von seiner Hand, schmücken. Höppli verdankt Wiesbaden die ornamentalen Terrakotta-Verzierungen etlicher Villen im Stadtbereich und vereinzelt aber auch einfacher Wohnhäuser in seinen Vororten. Besonders prunkvoll gestaltete Höppli das Portal der Marktkirche aus gebranntem Ton, des Weiteren deren Gesimse und Kreuzblumen. Als Höppli 1876 starb, wurde er in Wiesbaden auf dem Alten Friedhof begraben. Sein Grabmal wurde aus „Ignoranz gegenüber Wiesbadener Kunsthandwerk und mangelndem Denkmalschutz“ entsorgt.

Friedrich Zitzmann: Zierglas, vor der Lampe geblasen, 1890er Jahre, Höhe: 15,5 cm, Privatsammlung Wiesbaden

Friedrich Zitzmann (Steinach in Thüringen 1840-1906 Wiesbaden) war einer der wichtigsten Glasbläser des Historismus und Jugendstils in Deutschland. Er wurde vor allem durch die Wiederbelebung der altvenezianischen Technik des vor der Lampe geblasenen Glases in Deutschland bekannt und fertigte die Gläser mitunter vor Publikum an. Seine Glasobjekte stellte er unter anderem auf der Weltausstellung in Chicago im Jahr 1893 aus. Ab 1890 wohnte und arbeitete Zitzmann in Wiesbaden, wo er ein Ladengeschäft in der Alten Kolonnade am Bowling Green führte. Berühmt wurde Zitzmann durch seine Zusammenarbeit mit dem Maler und Radierer Karl Köpping, nach dessen Entwürfen er Blütenkelchgläser schuf, die zu den bedeutendsten Werken der Glaskunst des Jugendstils zählen.

### Weitere Künstler, die in Wiesbaden Spuren hinterlassen haben
- Karl Philipp Keil (1838–1889), Bildhauer
- Friedrich Wilhelm Pose (1793–1870), Landschafts- und Dekorationsmaler
- Ludwig Pose (1786–1877), Landschafts- und Dekorationsmaler
- Alfred Rethel (1816–1859), Maler
- Hermann Schiess (1836–1899), Bildhauer
- Heinrich Schlitt (1849–1923), Märchenmaler
- Ludwig Schwanthaler (1802–1848), Bildhauer
- Eduard Jakob von Steinle (1810–1886), Maler

### Erste Hälfte des 20. Jahrhunderts
Im 1904 bis 1907 erbauten Kurhaus findet sich der „Muschelsaal“. Er wurde von den damals in München lebenden Malern Fritz Erler und Alexander von Salzmann (1870–1933) mit die vier Jahreszeiten darstellenden Fresken ausgemalt. Als Kaiser Wilhelm II. diese Malerei sah, war er ob deren Modernität empört. Erst während des Ersten Weltkriegs fand Erlers nunmehr tendenziös gewordene Kunst bei dem letzten deutschen Monarchen Anerkennung.
Von dem Bildhauer Fritz Gerth (Wiesbaden 1845–1928 Berlin) stammt das 1907 ausgeführte Kriegerdenkmal auf dem Wiesbaden-Biebricher Friedhof an der Bernhard-May-Straße. Hierbei handelt es sich um eine antikisierende griechische Tempelfassade mit einer männlichen Bronzefigur, die zwischen dorische Säulen gestellt wurde. Als Gerth 1909 das Herzog Adolph gewidmete Landesdenkmal an der Biebricher Allee ausführte, orientierte er sich an der ägyptischen Antike und platzierte das Standbild des letzten Nassauers auf einem hohen Podest bedeutsam vor einen Obelisk.

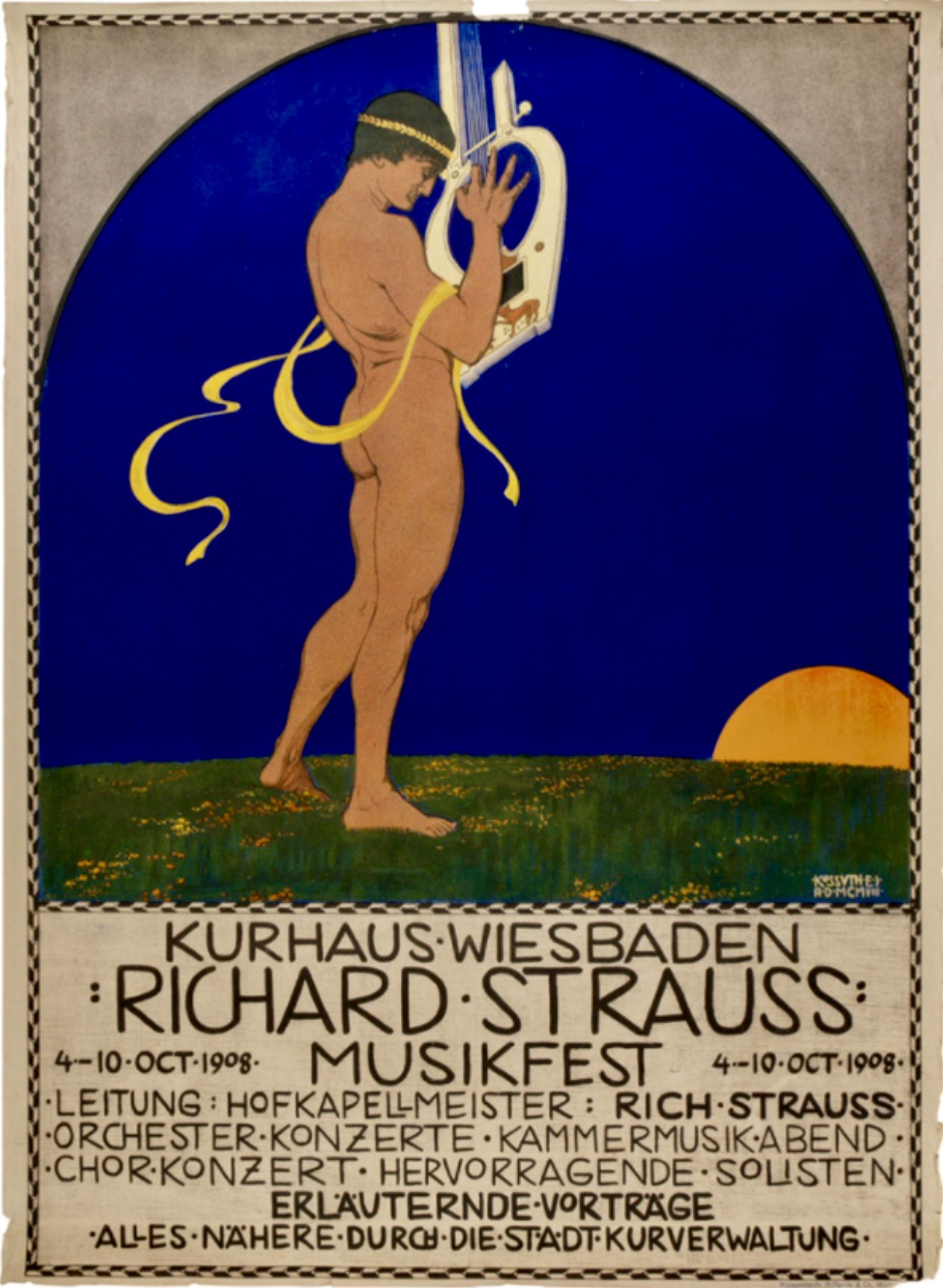
Egon Josef Kossuth: Musikfest Richard Strauss im Kurhaus Wiesbaden, 1908, Plakat, Farblithographie auf Papier, Privatsammlung Wiesbaden

Egon Josef Kossuth (1874–1949) verbrachte seine künstlerisch produktivsten und erfolgreichsten Jahre in Wiesbaden. Nach dem Studium an der Münchner Kunstakademie als Schüler u. a. von Franz von Stuck ließ er sich in der Weltkurstadt nieder und wohnte an der Wilhelmstraße. In den Jahren vor dem Ersten Weltkrieg entstanden hier neben Auftragsporträts von Wiesbadener Bürgern auch Plakatentwürfe für die Stadt, u. a. für das Musikfest Richard Strauss im neuen Kurhaus (1908) und für die große Gewerbeausstellung 1909.
James Pitcairn-Knowles (Rotterdam 1863–1954 Hungen) kam 1872 mit seinen Eltern nach Wiesbaden, wo er das Gymnasium in Wiesbaden-Biebrich besuchte. 1883 studierte er an der Kunstakademie München bei Carl Theodor von Piloty und Fritz von Uhde. 1887 besuchte er die Académie Julian in Paris. Im Haus des Malers Mihály Munkácsy lernte er den Nabi József Rippl-Rónai, den berühmtesten ungarischen Maler der Klassischen Moderne. Mit ihm verband ihn eine tiefe Freundschaft. Damals schloss er sich auch dem Stil der Nabi-Künstler an. 1893 hielt sich Knowles wieder in Wiesbaden auf. Zusammen mit Rippl-Rónai entwarf er Glasarbeiten für den Speisesaal eines ungarischen Grafen, die unter der Aufsicht beider Künstler 1897/98 in Wiesbaden hergestellt wurden. 1902 nahm Pitcairn-Knowles in Wiesbaden seinen Wohnsitz und führte Verhandlungen zu einem Geländekauf in Wiesbaden-Dotzheim und ließ dort das Schloss Freudenberg bauen, das 1905 bezugsfertig wurde. Er veranstaltete dort großzügig Feste und Bälle „bei feenhafter Beleuchtung.“ 1912 wurde in dem Wiesbadener Kunstsalon Aktuaryus eine Ausstellung gezeigt, die Knowles als „Frauenmaler“ bekannt machte. Im gleichen Jahr verkaufte er sein Wiesbadener Schloss. Zehn Jahre später verheiratete er sich mit einer Prinzessin zu Solms-Braunfels. Als Porträtist geschätzt, verbrachte Knowles seinen Lebensabend im Solmser Schloss Hungen.
Richard Hartmann (Heilbronn 1869–1924 Wiesbaden), der 1890–1892 an der Akademie der Bildenden Künste in München studiert hatte, lebte von 1902 bis 1909 in Worpswede. Dort malte er Bilder, die in Stil und Motiv für diese Künstlerkolonie charakteristisch sind. Ab 1909 unterhielt er in Wertheim eine eigene Malschule, ehe er 1917 nach Wiesbaden kam.

Hans Völcker: Boote an der Mittelmeerküste, um 1905, Gouache auf Papier, Privatsammlung Wiesbaden

Hans Völcker (Pyritz 1865–1944 Wiesbaden) studierte an der Berliner Akademie. Gleichaltrig mit Jawlensky, kam er 1899 nach Wiesbaden. Hier war er in seiner Zeit bekannt und beliebt. 1910 gestaltete er die Wandmalerei und Innendekoration des Südfriedhofes, 1912 einen großen Figurenfries im Kaiser-Friedrich-Bad. Von Völcker stammt auch die Dekorationsmalerei im Inneren des Museums Wiesbaden, dem letzten vor dem Ersten Weltkrieg begonnenen städtischen Großbau. Dessen Kuppel des Eingangsoktogons wurde von Max Unold mit Mosaiken verziert und der Bildhauer Hermann Hahn schuf das Goethe-Denkmal, das 1920 am Eingang des Museums Wiesbaden aufgestellt wurde.

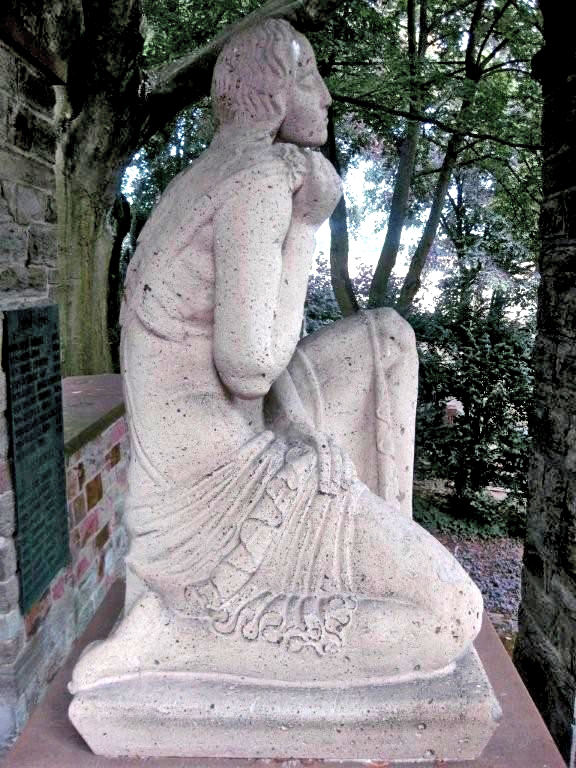
Carl Wilhelm Bierbrauer, Trauernde, 1923, Denkmal in Wiesbaden-Medenbach

Carl Wilhelm Bierbrauer erschuf die großen Figuren der Kunst und Wissenschaft, die Vier Elemente und der übrige plastische Schmuck an den Fassaden des Museums. 1915 schuf er das „seltsamste Denkmal“ der Stadt Wiesbaden, den „Eiserner Siegfried“, ein 3,80 m großes Standbild aus Lindenholz, das mit 60.000 schwarzen und goldenen Nägeln beschlagen wurde. Lange Jahre fand es im Rathaus seine Aufstellung, später „fristete es sein Dasein kaum beachtet in einem Winkel des neuen Museums.“ Bierbrauer fertigte die Totenmaske von Alexej Jawlensky, von der diverse mehrteilige Gipsabdrücke existieren. Erstmals wurde 2004 im Projektbüro Stadtmuseum in Wiesbaden ein bronzenes, bisher unbekanntes Exemplar ausgestellt.
Carl Watzelhan (Mainz 1867–1942 Wiesbaden) war schon als Kind Wiesbadener geworden. Wie Lotichius, de Laspée, Seel und Knaus besuchte auch er die Düsseldorfer Kunstakademie, um sein Malerhandwerk zu erlernen. Er brachte es zum gefragten Landschaftler und Porträtisten, der auf den großen Berliner Kunstausstellungen gezeigt und in München ausgestellt wurde. Darüber hinaus führten ihn Aufträge von 1891 bis 1899 nach Nordamerika und später mehrfach nach Schweden. Stilistisch ist seine Malerei zunächst vom Realismus der Düsseldorfer Schule geprägt, von dem er sich nach und nach löste und sich zusehends am Jugendstil und noch jüngeren Kunstströmungen orientierte.

Hans Christiansen: Sonniger Herbst in Wiesbaden (Plakatentwurf), um 1928, Aquarell auf Papier, Privatsammlung Wiesbaden

Hans Christiansen, ein Jahr jünger als Jawlensky, zählt zu den bedeutendsten Wiesbadener Malern, die die Klassische Moderne vertreten. 1896–1899 studierte er in Paris an der Académie Julian, wo sein Mal- und Zeichenstil von den Nabis beeinflusst wurde. Als Wegbereiter des Jugendstils hat Christiansen auf dem Gebiet des Kunstgewerbes Außerordentliches geleistet. Er entwarf farbige Fenster mit bildlichen Darstellungen, Möbel, Keramiken und Schmuck. Für die Münchner Zeitschrift Die Jugend arbeitete er als Grafiker. Ab 1911 lehrte Christiansen an der Kunstgewerbeschule in Wiesbaden. 1933 erhielt er Malverbot.

Ludwig Hohlwein: Walhalla Theater Wiesbaden, 1900, Werbepostkarte, Privatsammlung Wiesbaden

Ludwig Hohlwein (Wiesbaden 1874-1949 Berchtesgaden) war einer der bedeutendsten und einflussreichsten Werbegestalter des 20. Jahrhunderts. Der gebürtige Wiesbadener erhielt die ersten Aufträge in seiner Heimatstadt (Plakat für den Kunstsalon Banger (vor 1898) und Werbepostkarten für das Walhalla Theater (um 1900)), bevor er nach München übersiedelte und dort Karriere machte. Er blieb Wiesbaden jedoch weiterhin verbunden, gestaltete für hiesige Unternehmen Werbelinien und für die Stadt drei berühmte Werbeplakate (1926 Frühling in Wiesbaden, 1927 Frühling in Wiesbaden sowie Herbst in Wiesbaden).

Ludwig Hohlwein: Strumpfhaus Poulet, vor 1924, Plakat, Farblithographie auf Papier, Privatsammlung Wiesbaden

Louis Seel (Wiesbaden 1881–1958 Wiesbaden) ist eine weitere herausragende Figur in der jüngeren Wiesbadener Kunstgeschichte. Seine Malerkarriere begann in einem Architektenbüro. 1901 nahm er das Studium der Malerei in Karlsruhe an der Kunstakademie auf. Danach studierte er am Städelschen Kunstinstitut in Frankfurt am Main. Etwa von 1905 bis 1914 bildete er sich künstlerisch in Paris weiter. Dort beeindruckte ihn – wie zum Beispiel auch August Macke – insbesondere die Malerei von Robert Delaunay, die unter der Bezeichnung Orphismus bekannt wurde. Seels Gemälde, die im Titel den Begriff „abstrakt“ führen, sind dieser Stilrichtung zuzuordnen und werden heute von Liebhabern gesucht. Sie verdeutlichen, dass Seel die Farbe als das wesentliche Kompositionselement erachtete, deren dynamische Kräfte er gewöhnlich als Folie vor den eigentlichen Bildinhalt stellte.
Als Wiesbaden nach dem Ersten Weltkrieg nicht mehr kaiserliche Mairesidenz war, brachte das Jahr 1918 für das bisherige kulturelle Leben eine Zäsur. Für die bildende Kunst engagierte sich der Nassauische Kunstverein, was etliche Künstler veranlasste, sich in Wiesbaden niederzulassen und hier zu arbeiten.
Josef Vinecky (Zamosti/Hluboká nad Vltavou 1882–1949 Prag), ein Bildhauer, ist ebenfalls der Klassischen Moderne zuzurechnen. Ehemals Leiter der keramischen Werkstatt bei Henry van de Velde, war seine Arbeit nicht nur in Wiesbaden gefragt. Am Bauhaus arbeitete er mit Oskar Moll, Otto Mueller, Oskar Schlemmer und Georg Muche zusammen. An der Ausstattung der 1929 gegründeten Werkbundsiedlung Breslau war er beteiligt, ehe er 1937 Professor in Bratislava wurde.
Vinecky ist der Schöpfer der Majoliken im 1910 bis 1913 erbauten Kaiser-Friedrich-Bad. Jawlensky nennt ihn und seine Frau in seinen Lebenserinnerungen an erster Stelle der in Wiesbaden ansässigen Künstler, die ihn veranlassten, seinen Wohnsitz in der Kurstadt zu nehmen. Auch den Maler und Architekten Edmund Fabry (Norderney 1892–1939 Wiesbaden) und den Maler Franz Schaurte (1886–19??) zählte Jawlensky zu seinen engen Wiesbadener Freunden. Vinecky war ein vielseitig begabter Künstler, das belegt auch ein Brief, den Jawlensky an Galka Scheyer (1889–1945) schrieb: „Mein letztes Erlebnis in Kunst war einer meiner [abstrakten] Köpfe […] Er hing neben einem Kopf (Aquarell) von Nolde. Eingerahmt in Winecki-Rahmen, hellgrau mit Gold. Das Bild war so schön, dass wir alle (einige Kunstliebende) lange geschwiegen haben.“

Ernst Wolff-Malm: Porträt der Verlobten Ellen Groß, um 1920, Öl auf Leinwand, Privatsammlung Wiesbaden

Ernst Wolff-Malm (Basel 1885–1940 Wiesbaden) gehörte zu den einflussreichen Wiesbadener Malern in der ersten Hälfte des 20. Jahrhunderts. 1895 zog seine Familie von Basel nach Wiesbaden. Er studierte von 1906 bis 1908 an der Großherzoglich-Badischen Akademie der Bildenden Künste in Karlsruhe bei dem Landschaftsmaler Gustav Schönleber und dem Tier- und Landschaftsmaler Julius Bergmann, im zweiten Jahr als dessen Meisterschüler. 1908 zeigte Wolff-Malm 50 Werke, meist Landschaften, in der Wiesbadener Galerie Banger. Seit 1910 stellte er auf den Ausstellungen des Nassauischen Kunstvereins e. V. in Wiesbaden aus, wo er seither wohnte. Nach dem Studium verbrachte er 1912 bis 1914 einen Stipendiumaufenthalt in Rom. Dort wurde er von Arnold Böcklin und Hans von Marées beeinflusst. Von 1912 bis 1913 schuf er ein Fresko auf der inneren Stirnwand der Schwimmhalle des Kaiser-Friedrich-Bades in Wiesbaden. 1937 schuf er Mosaiken für die neuen Räume der Brunnenkolonnade. Er entwarf 1938 zwölf Supraporte mit Tierkreiszeichen in der Theaterkolonnade.
Otto Ritschl (Erfurt 1885–1976 Wiesbaden) war ursprünglich Bankbeamter, ehe er über die Literatur 1918 zur Malerei gelangte. Zunächst malte er autodidaktisch im Stil des Expressionismus. Später wandte er sich der Neuen Sachlichkeit zu. 1925 vernichtete er alle seine Bilder und malte ab diesem Zeitpunkt abstrakt. Ähnlich wie Jawlensky, mit dem er Kontakt hatte, äußerte er sich dazu: „Die Abstraktionen, die ich malte, bezogen sich nicht auf Dinge, sondern auf Bereiche der Seele oder deren Beziehungen.“ Ab 1933 galt Ritschls Malerei als „entartete Kunst“, woraufhin er sich zurückzog und heimlich an seinen abstrakten Bildern weiterarbeitete. Nach dem Zweiten Weltkrieg gelangte er zu rein flächig-geometrischen Formen und leuchtenden Farben. Um 1960 wurden die Farben wieder toniger, „abstrakter Raum legte sich über die Fläche.“ Mit seiner gegenstandslosen Malerei beabsichtigte Ritschl „geistige Beziehungen aufzudecken, geistige Werte dem Erleben nahezubringen.“
Alois Erbach (Wiesbaden 1888–1972 Wiesbaden) begann eine Schlosserlehre, die er aber abbrach. Darauf ließ er sich im Katasteramt zum Vermessungstechniker ausbilden. Neben seiner beruflichen Tätigkeit zeichnete und malte er ununterbrochen. Erst 1911 konnte er sich seinen Wunsch erfüllen, an der Kunstakademie in München Malerei zu studieren. 1912 stellte er in der Kunsthandlung Franz Josef Brakl aus, die für Franz Marc die erste Einzelausstellung organisiert hatte. Zur damaligen Zeit lebte er mit John Heartfield in einer Ateliergemeinschaft. 1915 bis 1918 leistete er Kriegsdienst im Ersten Weltkrieg. Danach lebte er ab 1918 als freischaffender Künstler in Wiesbaden. 1927 bezog er in Berlin ein Atelier am Kurfürstendamm, wo er für die satirischen Zeitschriften Knüppel und Eulenspiegel arbeitete. Nach dem Zweiten Weltkrieg lebte und arbeitete er wieder in Wiesbaden.

Alexej von Jawlensky: Meditation, 1934, Öl auf Karton, Privatsammlung (noch zu Lebzeiten Jawlenskys von John Cage erworben)

Alexej Jawlensky (Torschok 1864–1941 Wiesbaden) kam 1921 als 56-Jähriger nach Wiesbaden. Seine Freundin Galka Scheyer (1889–1945) hatte seine Teilnahme an einer Ausstellung im Nassauischen Kunstverein organisiert, die für ihn ein finanzieller Erfolg war. Scheyer war es auch, die ihn mit dem vermögenden, neun Jahre jüngeren Kunstsammler Heinrich Kirchhoff in Verbindung brachte, der ursprünglich dauerhaft Jawlenskys Mäzen werden sollte. 1922 heiratete Jawlensky das Dienstmädchen von Marianne von Werefkin, Helene Nesnakomoff (1886–1965), die Mutter seines Sohnes Andreas (1902–1984). In Wiesbaden vollendete Jawlensky sein Alterswerk. Hier schuf er erstmals auch Druckgraphik, Lithographien und Radierungen. 1924 schloss sich Jawlensky mit Wassily Kandinsky, Paul Klee und Lyonel Feininger zur Künstlergemeinschaft „Die Blaue Vier“ zusammen. 1927 machte sich sein Arthritisleiden bemerkbar. Im gleichen Jahr lernte er Hanna Bekker vom Rath und Lisa Kümmel (1897–1944) kennen. Letztere sollte ihm die wichtigste Hilfe bis zu seinem Lebensende sein. Vom Rath gründete 1929 die „Vereinigung der Freunde der Kunst Alexej von Jawlenskys“ in der Hoffnung, ihm den zum Leben nötigen pekuniären Rückhalt verschaffen zu können. 1929 gehörte er der Freien Künstlerschaft Wiesbaden an. Als die Lähmungserscheinungen ab 1930 zunahmen, war er oft monatelang ans Bett gebunden. Ab 1933 erhielt auch Jawlensky von den Nationalsozialisten Ausstellungsverbot. Der Wiesbadener Maler Alo Altripp unterstützte seinen russischen Kollegen im Geheimen, sein malerisches Werk weiterzuentwickeln und um einige Versionen zu erweitern. 1937 wurden 72 seiner Werke beschlagnahmt. Drei davon wurden auf der Ausstellung „Entartete Kunst“ ausgestellt, die Jawlensky im Rollstuhl besuchte. Im Dezember malte er sein letztes Bild. Die letzten vier Jahre seines Lebens war Jawlensky vollständig gelähmt. Am 15. März 1941 starb er 76-jährig. Seine Totenmaske fertigte der Bildhauer Carl Wilhelm Bierbrauer an. Jawlensky wurde auf dem Russisch-Orthodoxen Friedhof beerdigt. Die Totenrede hielt sein Freund Adolf Erbslöh.
Alo Altripp, dessen Name sich von seinem Geburtsort Altrip ableitet, arbeitete nach seiner Ausbildung als Maler seit 1928 in Wiesbaden zeitgemäß im Stil der Neuen Sachlichkeit. Anfang der 1930er Jahre wandte er sich dem Surrealismus zu, blieb aber noch dem Gegenständlichen verhaftet. Seit 1934 war er mit Jawlensky befreundet, der sein Verständnis der abstrakten Malerei beeinflusste. Mit den Mitteln der Farbe und Formen waren beide bestrebt, eine Art höherer Wirklichkeit auf der Fläche sichtbar zu machen. Altripp war aber auch für Jawlensky Anreger und Gebender, ohne den dessen Bilderserie der „Meditationen“ nicht so umfangreich ausgefallen wäre. Beispielsweise regte er Jawlensky noch 1937 zu der von ihm praktizierten Kamm-Malerei an. Ab Mitte der 1930er Jahre fand Altripp zu einer Art informeller Kunst, die erst fünfzehn Jahre später entstand. 1940 wurde Altripp von der Wehrmacht als Wachsoldat zum Dienst in einem Gefangenenlager eingezogen. Ab 1943 bis Kriegsende arbeitete er als Zeichner bei der Firma Opel. Von 1951 bis 1971 war Altripp Dozent an der Werkkunstschule Wiesbaden. In den 1950er Jahren beherrschen verschiedene Schwarz- oder Grautöne den weißen Bildträger seiner gestischen Malerei. Diese macht in einer Art Vorstufe zur kinetischen Kunst den Vorgang des Zeichnens sichtbar. Um 1960 kehrte Altripp zur Farbe zurück. Gewöhnlich malte er Aquarelle. Kleinformate bestimmen sein Spätwerk.
Bruno Reinbacher, 1913 in Scheidischken Ostpreußen geboren und 1993 in Wiesbaden verstorben, sah das Malen als Möglichkeit, seinem Leben und seiner Erfahrung Form zu geben. Als Meisterschüler in der Königsberger Kunstakademie bei Franz Marten (1936–1942) waren seine frühen Bilder eher landschaftsorientiert: Ostpreußische Strand- und Seenlandschaften, Fischerboote. Nach kurzer Internierung in Dänemark fand er seine neue Heimat in Wiesbaden. Dort gründete er 1965 zusammen mit weiteren Wiesbadener Künstlern die Vereinigung gruppe real, die sich, entgegen der damaligen abstrakten Kunstszene, schon früh sozialkritischen Themen im Sinne von Dix und Grosz und deren Neuen Sachlichkeit gewidmet hatte (s. Die Kunst nach 1945). In den Bildern des Malers imponiert sein unbestechlicher Blick auf Alter, Verfall und Tod.

### Weitere Künstler der ersten Hälfte des 20. Jahrhunderts

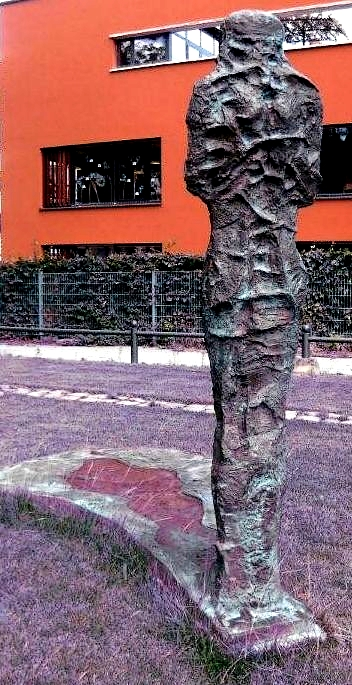
Thomas Duttenhöfer: Figur mit Schatten, 1984, Schlossplatz Wiesbaden

Folgende Künstler haben in Wiesbaden gearbeitet, gelebt oder Spuren hinterlassen:
- Robert Bednorz (1882–1973), Bildhauer
- Hugo Berwald (Schwerin 1863–1937 Schwerin), Bildhauer
- Franz Georg Böttiger (Mainz 1882-1972 Wiesbaden), Modeschöpfer, Architekt
- Paul Dahlen (Karlsruhe 1881–1954 Wiesbaden), Landschaftsmaler
- Ernst Dostal (1921–2017), Bildhauer
- Gustav Eberlein (Spiekershausen 1847–1926 Berlin), Bildhauer
- Carl Jakob Frankenbach[78] (Idstein 1861–1937 Wiesbaden), Maler
- Arnold Hensler[79] (1891–1955), Bildhauer
- Felix Heynig (1888–1950), Maler und Zeichner
- Karl Otto Hy[80] (Rüdesheim 1904–1992 Wiesbaden), Maler
- Kurt Jäckel (Frankfurt/Main 1883–1966 Wiesbaden), Maler, Graphiker und Holzschneider
- Oskar Kolb (Ratzenried 1923–1998 Wiesbaden), Maler
- Jo Miard, eigentlich Karl-Heinz Müller (Wiesbaden 1929–1982 Heppenheim), Bildhauer
- Willy Mulot (Wiesbaden 1889–1982 Wiesbaden), Maler
- Adolf Presber[81] (Ramschied 1896–1997 Wiesbaden), Maler
- Franz Theodor Schütt (Berlin 1908–1999 Wiesbaden), Maler
- Hans Wagner[82] (1902 Wiesbaden–1980 Mainz), Maler
- Vincent Weber (Monschau 1902–1990 Frankfurt), Maler
- Jacqueline Weigand (East St. Louis 1930–2012 Wiesbaden), Malerin

### Weitere Künstler der zweiten Hälfte des 20. Jahrhunderts
- Ute Steffens (1940–2020), Malerin und Bildhauerin, lebte in Wiesbaden-Biebrich
- Birgit Berg-Block (* 1942 in Wiesbaden), Künstlerin, Arbeiten in der Tradition von Dada, Surrealismus und Arte Povera
- Theresia Hebenstreit (1950–2015), Malerin und Bildhauerin
- Denis Stuart Rose (* 1953 in Wiesbaden), Bildhauer, Plastiker, Video- und Environment-Künstler
- Kerstin Jeckel (* 1960 in Wiesbaden), Malerin

## Die Kunst nach 1945
Die Frankfurter Impressionistin Paula Staschus-Floeß verließ ihre Wahlheimat die Künstlerkolonie Nidden in Ostpreußen und eröffnete ein Atelier an der Adolfsallee 10.
Nach dem Krieg wurde 1946 in Wiesbaden die erste Ausstellung der „Malerei im XX. Jahrhundert“ gewidmet. Sie war „mit der Absicht einer Wiedergutmachung, einer Rehabilitierung der zuvor als ‚entartet‘ Diffamierten verbunden […] Direkt darauf folgte eine weitere Ausstellung mit dem Ring Bildender Künstler“, einer Künstlergruppe, die damals schon existierte. Noch der Nachkriegszeit zuzurechnen, bildete sich 1950 in Wiesbaden die bis heute aktive Künstlergruppe 50, zu der auch die Malerin und Wiesbadener Ehrenbürgerin Christa Moering gehörte. Wenige Jahre später schlossen sich andere Maler in der Gruppe „Real“ zusammen, die ihre Aktivitäten bewusst gegen abstrakte Tendenzen richteten.
Bedingt durch die Folgen der deutschen Teilung eine restriktive Kulturpolitik der DDR kam Ewald Hess nach Wiesbaden.
1962 spielte Wiesbaden ausnahmsweise eine führende Rolle bei internationalen Kunsttrends, als im Rahmen der Wiesbadener Festspiele Neuester Musik die Fluxus-Bewegung der damaligen internationalen Künstler-Avantgarde sich erstmals in Deutschland präsentierte.
1965 schlossen sich die Maler K.H. Buch, Erika Kohlhöfer-Hammesfahr, Bruno Reinbacher und Franz Theodor Schütt zu der Künstlervereinigung gruppe real zusammen, die sich für die Akzeptanz und Erfassung der gegenständlichen Welt einsetzte. Die Gruppe und deren einzelne Mitglieder wurden in zahlreichen Ausstellung u. a. im Nassauischen Kunstverein, dem Kasseler Kunstverein und im Museum Wiesbaden gezeigt. Zu den vier Gründungsmitgliedern, fanden sich Gleichgesinnte der realistischen Malerei wie Bernard Buffet und Renato Guttuso. Themenschwerpunkte der Gruppe waren u. a. (soziale) Ungerechtigkeit, Umweltfragen, Dominanz der Technik oder Tod und Verlust.
Die Ausstellung „Wiesbaden und nun?“ im Museum Wiesbaden (25. Mai bis 14. Juli 1974) belegte im Zwischenergebnis einer Umfrage, dass im Vergleich zu Städten ähnlicher Größenordnung wie Wiesbaden hier einheimische Künstler wenig Möglichkeiten hätten, sich zu entfalten, was zum Beispiel auch die Abwanderung des Bildhauers Thomas Duttenhoefer dokumentiere. „Man ließ ihn einfach ziehen“, andernorts erhielt er Auszeichnungen von Rang, „der Stadt Wiesbaden ist er aber […] verlorengegangen“, bedauerte 1986 der ältere Kollege Wolf Spemann.
1978 entstand die Künstlergruppe „Tripol e. V.“, gegründet durch Marc van den Broek, Matthias Schneider und Hans Hollinger. Sie etablierten das Wiesbadener Hinterhaus als Kunst- und Kulturzentrum, aus dem eine Vielfalt an kulturpolitischen Aktivitäten hervorging, wie u. a. die Veranstaltung des ersten Kranzplatzfestes.

Karl-Martin Hartmann ist heute einer der bekanntesten Wiesbadener Künstler. Vor allem durch seine Entwürfe für Fenster im sakralen Kontext sowie die Soziale Plastik Stele der Toleranz wurde er international bekannt. 1993/1994 wurden seine Fenster im Mariendom Linz realisiert. Seit dem Jahr 2000 wird die gotische Kirche St. Nicolai in Kalkar sukzessive komplett mit 22 neuen Fenstern nach Entwürfen von Hartmann ausgestattet. Ab dem Jahr 2004 realisierte der Künstler auch die neuen Fenster für die Rosenheimer Pfarrkirche St. Nikolaus. Zum 150. Jubiläum der Marktkirche in Wiesbaden wurden drei neue Fenster nach Entwürfen Hartmanns eingeweiht.